# Elven
Pour les articles homonymes, voir Elven (homonymie).
Elven [ɛlvɛ̃] est une commune française, située dans le département du Morbihan en région Bretagne.
La commune d'Elven est labellisée Village étape depuis 2004 et fait partie du parc naturel régional du golfe du Morbihan.

## Géographie

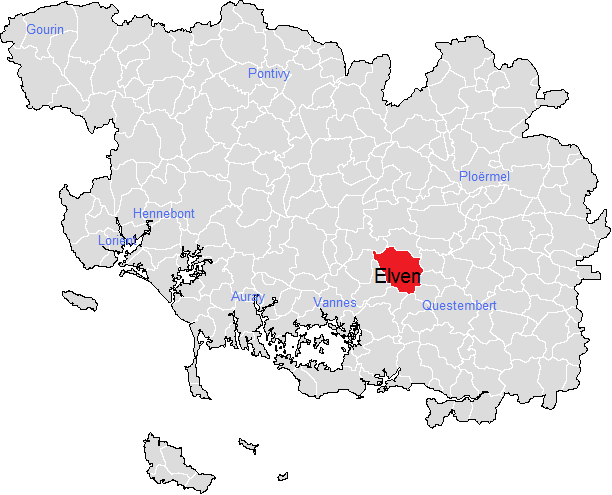
Localisation d'Elven dans le Morbihan.

### Situation
| Plaudren    | Trédion            | Le Cours       |
| Monterblanc | Elven              | Larré          |
| Saint-Nolff | Treffléan, Sulniac | La Vraie-Croix |

Le village d'Elven est situé à une quinzaine de kilomètres de Vannes sur l'axe Vannes-Rennes (RN 166) et est le chef-lieu du canton d'Elven qui comprend les 
communes d'Elven, Saint-Nolff, Monterblanc, Treffléan, Sulniac, Trédion et La Vraie-Croix. Proche des Landes de Lanvaux, Elven est entouré par plusieurs forêts : bois du Helfaut, bois de Coeby, Kerfily, la Boissière. Le ruisseau de Kerbiler quitte le domaine de la forteresse de Largoët pour traverser la Boissière, puis coule en contrebas du bourg où se trouve un ancien moulin (le moulin d'Elven) avant de se jeter dans l'Arz, à quelques kilomètres. Le terrain est principalement granitique. Le granit d'Elven est réputé et exploité dans plusieurs carrières, dont la carrière du Parc à proximité de la forteresse de Largoët.
Le centre-ville s'étale autour de l'imposante église Saint-Alban.

### Hydrographie
Pour un article plus général, voir Réseau hydrographique du Morbihan.
La commune est située dans le bassin Loire-Bretagne. Elle est drainée par l'Arz, le ruisseau de liziec, le Kerbiler, la Vraie Croix, le Rodulboden, le ruisseau de Saint-christophe, le Saint Christophe, les Landriaux et divers autres petits cours d'eau,.
L'Arz, d'une longueur de 66 km, prend sa source dans la commune de Plaudren et se jette  dans l'Oust à Saint-Jean-la-Poterie, après avoir traversé 15 communes. 
Le ruisseau de Liziec, d'une longueur de 21 km, prend sa source dans la commune  et se jette  dans le golfe du Morbihan à Theix-Noyalo, après avoir traversé huit communes. 

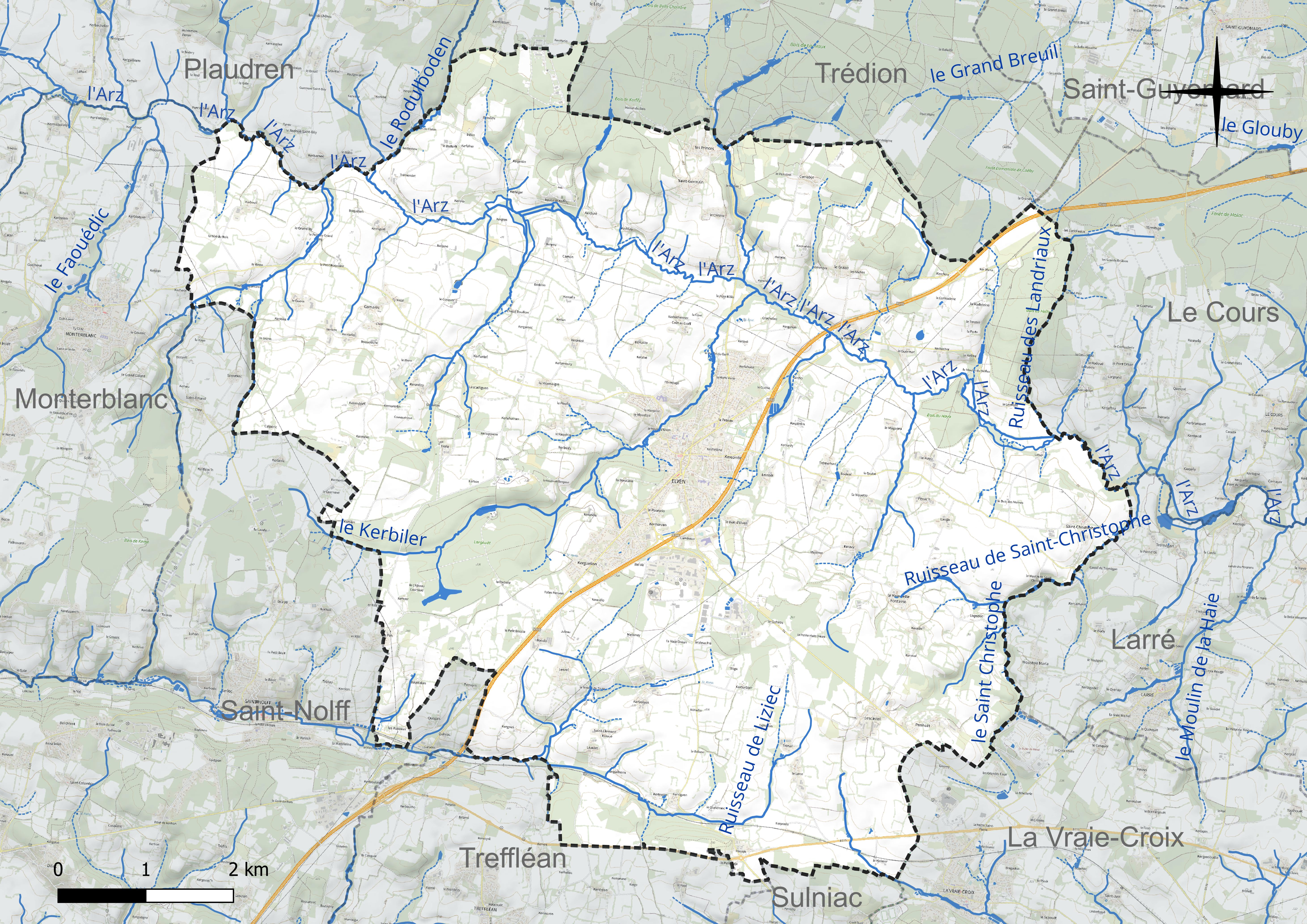
Réseau hydrographique d'Elven.

### Climat
Pour des articles plus généraux, voir Climat de la Bretagne et Climat du Morbihan.
En 2010, le climat de la commune est de type climat océanique franc, selon une étude du CNRS s'appuyant sur une série de données couvrant la période 1971-2000. En 2020, Météo-France publie une typologie des climats de la France métropolitaine dans laquelle la commune est exposée à un climat océanique et est dans la région climatique  Bretagne orientale et méridionale, Pays nantais, Vendée, caractérisée par une faible pluviométrie en été et une bonne insolation. Parallèlement l'observatoire de l'environnement en Bretagne publie en 2020 un zonage climatique de la région Bretagne, s'appuyant sur des données de Météo-France de 2009. La commune est, selon ce zonage, dans la zone « Intérieur », exposée à un climat médian, à dominante océanique.  
Pour la période 1971-2000, la température annuelle moyenne est de 11,6 °C, avec une amplitude thermique annuelle de 12,2 °C. Le cumul annuel moyen de précipitations est de 894 mm, avec 13,5 jours de précipitations en janvier et 6,3 jours en juillet. Pour la période 1991-2020, la température moyenne annuelle observée sur la station météorologique la plus proche, située sur la commune de Saint-Avé à 12 km à vol d'oiseau, est de 12,9 °C et le cumul annuel moyen de précipitations est de 1 034,4 mm,. Pour l'avenir, les paramètres climatiques de la commune estimés pour 2050 selon différents scénarios d'émission de gaz à effet de serre sont consultables sur un site dédié publié par Météo-France en novembre 2022.

## Urbanisme

### Typologie
Au 1er janvier 2024, Elven est catégorisée bourg rural, selon la nouvelle grille communale de densité à sept niveaux définie par l'Insee en 2022.
Elle appartient à l'unité urbaine d'Elven, une unité urbaine monocommunale constituant une ville isolée,. Par ailleurs la commune fait partie de l'aire d'attraction de Vannes, dont elle est une commune de la couronne,. Cette aire, qui regroupe 47 communes, est catégorisée dans les aires de 50 000 à moins de 200 000 habitants,.

### Occupation des sols

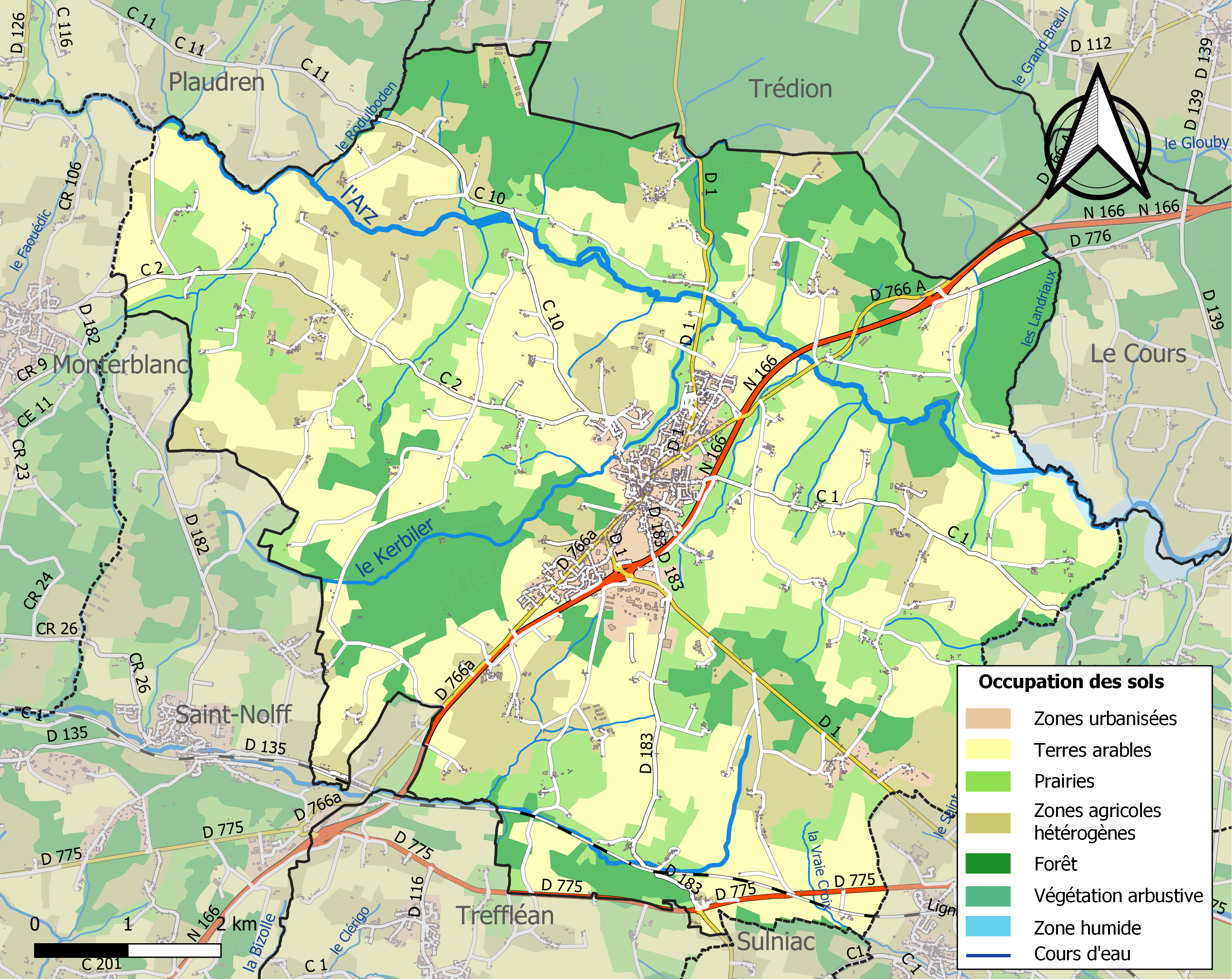
Carte des infrastructures et de l'occupation des sols de la commune en 2018 (CLC).

Le tableau ci-dessous présente l'occupation des sols de la commune en 2018, telle qu'elle ressort de la base de données européenne d’occupation biophysique des sols Corine Land Cover (CLC).
| Type d’occupation                                                                   | Pourcentage | Superficie (en hectares) |
| ----------------------------------------------------------------------------------- | ----------- | ------------------------ |
| Tissu urbain discontinu                                                             | 3,4 %       | 221                      |
| Zones industrielles ou commerciales et installations publiques                      | 1,0 %       | 63                       |
| Réseaux routier et ferroviaire et espaces associés                                  | 0,3 %       | 22                       |
| Extraction de matériaux                                                             | 0,03 %      | 2                        |
| Terres arables hors périmètres d'irrigation                                         | 37,5 %      | 2412                     |
| Prairies et autres surfaces toujours en herbe                                       | 22,4 %      | 1443                     |
| Systèmes culturaux et parcellaires complexes                                        | 16,6 %      | 1069                     |
| Surfaces essentiellement agricoles interrompues par des espaces naturels importants | 0,2 %       | 13                       |
| Forêts de feuillus                                                                  | 3,6 %       | 230                      |
| Forêts de conifères                                                                 | 8,5 %       | 544                      |
| Forêts mélangées                                                                    | 6,1 %       | 391                      |
| Marais intérieurs                                                                   | 0,4 %       | 24                       |
| Source : Corine Land Cover                                                          |             |                          |

## Toponymie

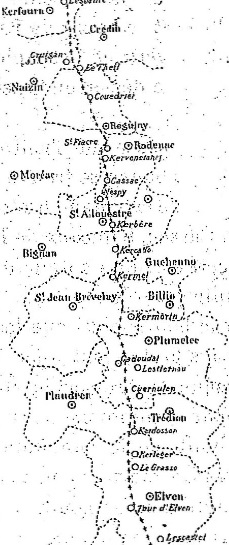
Carte de la limite lingustique entre les langues bretonne et gallèse en 1886 (par Paul Sébillot).

Attestée sous le nom de Plebs Eluen en 910, Elven au XIe siècle, Eluen en 1021, Eleven en 1253, Elven en 1387, Eleven en 1409, Elleven en 1433, Elven en 1453, Esleven en 1471, Elvan en 1516, Cleuan en 1630, Elvain en 1636.
Eluen est un hagionyme à rapprocher du Elwenn gallois.
Elvin en gallo
Le nom breton de la commune est An Elven (prononcé [ən ɛlˈvjɛn])[réf. nécessaire].

## Histoire

### Préhistoire
Site ancien d'implantation humaine, l'histoire d'Elven remonte jusqu'à l'âge du bronze avec des indices archéologiques découverts sur la commune, notamment au village de Bocolo où fut mise au jour la cachette d'un fondeur de métaux. On trouve également de nombreux mégalithes sur le canton : la Loge-au-Loup sur la route de Trédion, la pierre tabulaire de la Bataille dans la forêt de Coeby, les menhirs jumeaux de Babouin et Babouine qui ont été ornés de visages gravés à une époque indéterminée.

### Moyen-Âge
Une première fortification a probablement existé dès le haut Moyen-Âge, voire le Bas-Empire, au lieu-dit Liscastel. Le premier seigneur connu d'Elven se nomme Derien. Il est cité dans une charte du cartulaire de Redon, datée de 1021.
L'actuel château de Largoët est édifié à partir du XIVe siècle à 2 km du bourg au milieu d'une vaste étendue de bois. Henri Tudor, duc de Richmond, futur Henri VII d'Angleterre, y est retenu entre 1474 et 1476.

### La Révolution française
Elven est un lieu de la chouannerie. En effet, le chef chouan Joseph Gambert, capitaine de compagnies du canton, fut tué près du village de Panistrel en 1794. Une rue porte son nom. Dans les bois de Saint-Bily se trouvaient des caches souterraines de chouans. Le film Chouans ! a d'ailleurs été tourné en partie à Elven.

### LeXXesiècle

#### La Belle époque
Le curé d'Elven vit son traitement suspendu en janvier 1903 pour avoir prêché et enseigné le catéchisme en breton.

#### La Première Guerre mondiale
Le monument aux morts d'Elven porte les noms de 183 soldats morts pour la France pendant la Première Guerre mondiale.
Joseph Le Pajolec, né le 30 mars 1884 à Elven, soldat au 58e régiment d'infanterie, qui faisait alors partie de l'Armée d'Orient, fut tué le 3 septembre 1917 à Monastir (Serbie) dans des circonstances décrites dans une lettre envoyée à sa famille par le sous-lieutenant Adam : « La 10e compagnie reçoit le 3 septembre 1917 l'ordre d'attaquer les tranchées bulgares. (...) Vers 6 heures du soir, l'ennemi déclencha une contre-attaque avec une forte préparation d'artillerie ; c'est à ce moment-là que votre frère fut sévèrement blessé par des éclats d'obus.

#### La Seconde Guerre mondiale
Durant l'occupation allemande, Elven fut le théâtre de la première opération aéroportée depuis l'Angleterre de parachutistes des Forces françaises libres, baptisée opération Savanna, le 15 mars 1941. Ce commando devait éliminer des pilotes de la Luftwaffe installés au camp de Meucon, mais la mission échoua. Sur la route de Questembert, une stèle commémore l'événement.
Un parachutage d'armes est organisé par Joël Le Tac dans le secteur d' Elven pendant la nuit du 13 au 14 décembre 1941 dans le cadre de la "mission Overcloud" , mais les pilotes de la Royal Air Force firent une erreur de navigation et largèrent les conteneurs d'armes  à plusieurs kilomètres de l'endroit prévu.
Trois résistants d'Elven (Joseph Nicolas, Armand Raulet et Rémy Le Texier) ont été fusillés le 15 juillet 1944 ; rue des Martyrs-de-la-Résistance un monument leur est dédié.
Le monument aux morts d'Elven porte les noms de 30 personnes mortes pour la France pendant la Seconde Guerre mondiale.

#### L'après Seconde Guerre mondiale
Un soldat originaire d'Elven est mort pour la France pendant la guerre d'Indochine et deux pendant la guerre d'Algérie.

## Politique et administration

### Liste des maires
| Période                                  | Période      | Identité                 | Étiquette    | Qualité |
| ---------------------------------------- | ------------ | ------------------------ | ------------ | --- |
| Les données manquantes sont à compléter. |              |                          |              | |
|                                          | 1875         | Pierre Mathurin Lorgeoux |              | |
| 1875                                     | 1876 (décès) | Jean-Marie Le Corvec     |              | meunier |
| 1877                                     | 1878         | Jacques Le Clainche      |              | |
| 1881                                     | 1906 (décès) | Pierre-Marie Lorgeoux    |              | cultivateur |
| 1906                                     | 1908         | Joseph Marie Le Pajolec  |              | |
| mai 1929                                 |              | Pierre Lorgeoux          | URD puis PDP | |
| 1942                                     |              | Ambroise Bocher          | URD          | Négociant en vins Nommé conseiller départemental en 1943                                                              |
|                                          |              | Al. de la Noë            |              | |
| 1952                                     | mars 1965    | Robert Bidard de La Noë  | CNIP         | Exploitant agricole Député du Morbihan (1951-1956)                                                                    |
| mars 1965                                | mars 1989    | Roger Michel             | RI puis DVD  | Médecin retraité Conseiller général d'Elven (1971-1988)                                                               |
| mars 1989                                | 28 mars 2014 | Marcel Le Boterff        | DVG          | Cadre retraité |
| 28 mars 2014 Réélu en 2020               | En cours     | Gérard Gicquel           | DVD          | Ingénieur Conseiller départemental de Questembert (2015-2021) Vice-président Golfe du Morbihan - Vannes Agglomération |

### Politique de développement durable
La commune a engagé une politique de développement durable en lançant une démarche d'Agenda 21 en 2000.

## Démographie
Située dans la deuxième couronne de Vannes, et du fait de la proximité de la RN 166,
Elven est une commune dynamique. D'environ 3 500 habitants en 1999, la commune compterait aujourd'hui entre 5 800 et 6 000 habitants. De nombreux lotissements et maisons individuelles sont en construction (250 logements en cours, 300 en projet).
Le plan local d'urbanisme est en cours de révision, une ZAC de centre-ville en création.
L'évolution du nombre d'habitants est connue à travers les recensements de la population effectués dans la commune depuis 1793. Pour les communes de moins de 10 000 habitants, une enquête de recensement portant sur toute la population est réalisée tous les cinq ans, les populations de référence des années intermédiaires étant quant à elles estimées par interpolation ou extrapolation. Pour la commune, le premier recensement exhaustif entrant dans le cadre du nouveau dispositif a été réalisé en 2008.

En 2022, la commune comptait 6 543 habitants, en évolution de +11,5 % par rapport à 2016 (Morbihan : +3,82 %, France hors Mayotte : +2,11 %).
| 1793  | 1800  | 1806  | 1821  | 1831  | 1836  | 1841  | 1846  | 1851  |
| ----- | ----- | ----- | ----- | ----- | ----- | ----- | ----- | ----- |
| 3 789 | 3 987 | 3 803 | 3 949 | 3 815 | 3 354 | 3 320 | 3 494 | 3 496 |

| 1856  | 1861  | 1866  | 1872  | 1876  | 1881  | 1886  | 1891  | 1896  |
| ----- | ----- | ----- | ----- | ----- | ----- | ----- | ----- | ----- |
| 3 467 | 3 419 | 3 515 | 3 416 | 3 397 | 3 339 | 3 376 | 3 326 | 3 432 |

| 1901  | 1906  | 1911  | 1921  | 1926  | 1931  | 1936  | 1946  | 1954  |
| ----- | ----- | ----- | ----- | ----- | ----- | ----- | ----- | ----- |
| 3 283 | 3 339 | 3 403 | 3 368 | 3 432 | 3 362 | 3 325 | 3 115 | 2 854 |

| 1962  | 1968  | 1975  | 1982  | 1990  | 1999  | 2006  | 2008  | 2013  |
| ----- | ----- | ----- | ----- | ----- | ----- | ----- | ----- | ----- |
| 2 747 | 2 862 | 2 928 | 3 003 | 3 312 | 3 559 | 4 525 | 4 801 | 5 609 |

| 2018  | 2022  | - | - | - | - | - | - | - |
| ----- | ----- | - | - | - | - | - | - | - |
| 6 173 | 6 543 | - | - | - | - | - | - | - |

## Culture et patrimoine

### Langue
Dans la nouvelle édition revue et corrigée du "Dictionnaire historique et géographique de la province de Bretagne" par A. Marteville et P.Varin, continuateurs de Jean-Baptiste Ogée, paru en 1843, il y est dit ceci, au sujet de la langue pratiquée alors à Elven :  « On parle généralement le français mais le breton est usité encore dans quelques villages qui avoisinent Saint-Nolff ».

### Lieux et monuments

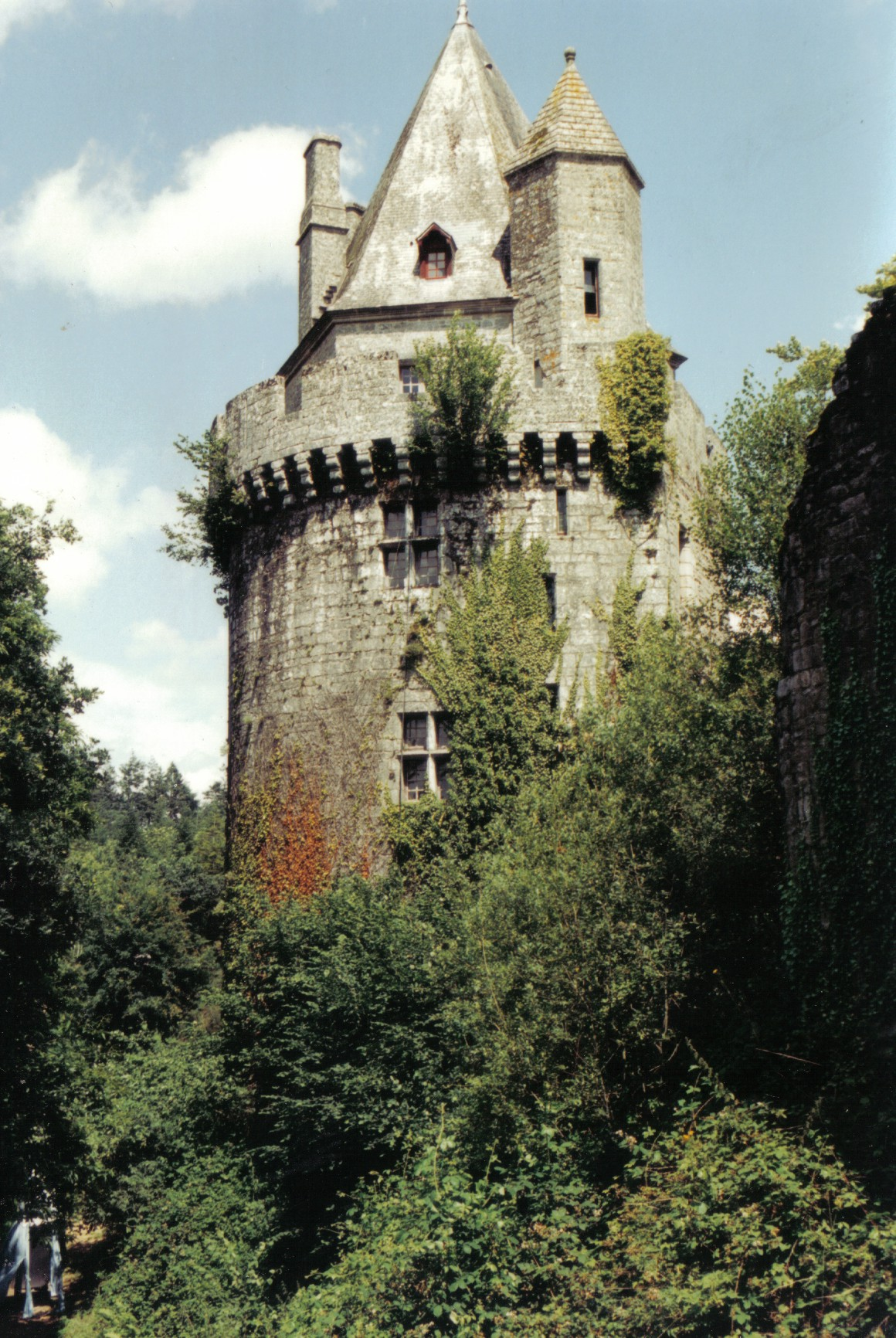
Tour d'Elven.

- Forteresse de Largoët, dite Tour d'Elven  Classé MH (1862, 1932, tout, puis ruines)  Inscrit MH (2001, parties non classées)[38] ;
- Château de Kerfily ;
- Château de Kerlo ;
- La chapelle Saint-Clément  Inscrit MH (1973)[39] ;
- Église Saint-Alban  Inscrit MH (1925)[40] :

dédiée à Alban de Verulamium, patron d'Elven, référence au martyre subi par celui-ci en Angleterre en 303 alors que les fondateurs de la ville viennent de l'autre côté de la Manche. Les Normands détruisirent par le feu la première église en bois. En 1121, une église romane fut reconstruite, à nouveau détruite par un incendie en 1525. Une église de style gothique fut élevée, dont ne demeure plus qu'aujourd'hui le chœur qui est classé. En 1536 est bâtie une nef néogothique puis en 1642 un clocher. Au XIXe siècle, l'ouvrage souffrant du temps est rénové, la nef et le transept sont reconstruits. Le clocher est achevé en 1877 et l'église sera consacrée en 1879 ;
- la chapelle Saint-Germain ; elle possède une fresque qui y a été découverte en 2017[41].

### Musique

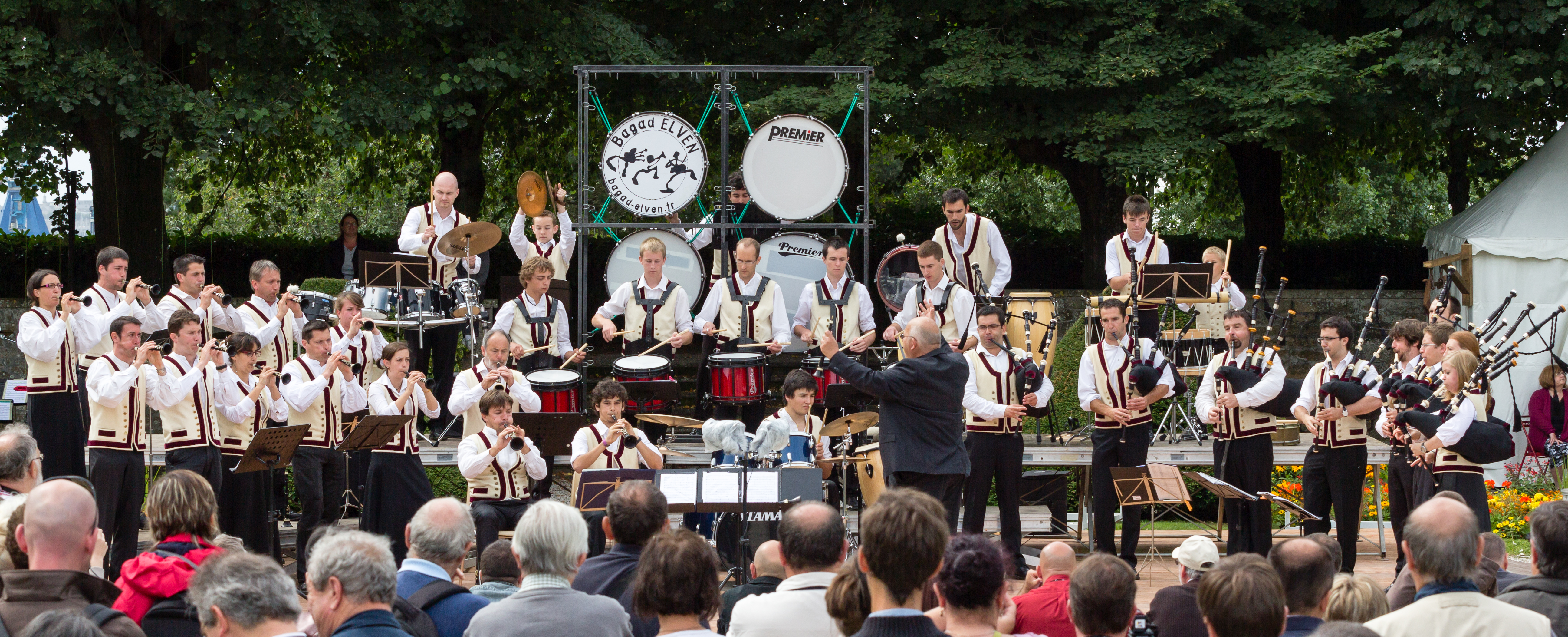
Le groupe lors de l'épreuve d'été du championnat national des bagadoù 2012.

Le bagad Elven évolue en première catégorie du championnat national des bagadoù au milieu des années 2010.

### Héraldique
| Blason de Elven | De gueules, aux deux tours maçonnées d'or crénelées de sables, au franc canton d'azur à dix besants d'or. Les deux tours figurent les vestiges du château de Largoët. Le franc canton (bleu) aux dix besants rappelle les gens de la Maison de Rieux qui y ont habité et dont les armes sont incrustées sur l'entrée au-dessus du pont-levis. |

## Sports
Le Rugby Club du Pays d'Elven (RCPE) a été créé en 2008 sous l'impulsion de Jean-Louis Bouché. Il regroupe les communes du canton (Elven, Saint-Nolff, Sulniac, Treffléan, Monterblanc, Trédion...) et rassemble plus de 150 enfants et jeunes de 3 à 18 ans. Le club possède également une équipe senior de rugby à toucher et est engagé avec l'équipe senior féminine départementale des Breizh'barians.
Site internet du club : http://www.rugbyelven.com
L'Elvinoise football club est le club de football de la ville d'Elven, il est composé de 3 équipes seniors dont l'équipe fanion évoluant en R2 et d'équipes jeunes U19, U17, U15, U13, U11, U9, U7.

## Personnalités liées à la commune
- Famille de Sérent ;
- Catherine Descartes (1637-1706), auteure de poésie et nièce du philosophe René Descartes, née au manoir de Kerleau. Le philosophe est venu signer le registre des baptêmes. En 2002, a été inaugurée la nouvelle école publique, rue Robert-Delanoë. Elle porte le nom de « Groupe scolaire Catherine-Descartes ».

## Jumelages
Elven est jumelé depuis 1998 avec la ville de Lüdingworth, district de Cuxhaven, Basse-Saxe, en Allemagne.